# 신현지
신현지(1996년 3월 15일 ~ )는 대한민국의 모델이다. 2013년 《도전! 수퍼모델 코리아4》에 출연, 우승을 하였다.

## 모델 활동
2013년 《도전! 수퍼모델 코리아4》 우승 후 패션 모델로 데뷔하였다. 이후 해외 모델 에이전시 IMG Models와 계약하며 2016 S/S 시즌 해외 컬렉션에서 데뷔했다.
데뷔 시즌에 국내외 패션 매체들로부터 주목할 만한 신인으로 선정됐으며, 프라다 쇼에 오른 신인 모델이 되었다. 이후 샤넬, 루이비통, 마크 제이콥스, 발망, 베르사체, 이브 생로랑, 미우 미우 (브랜드), 알렉산더 매퀸, 에르메스, 펜디, 디올, 막스 마라, 랠프 로런 등 여러 유명 브랜드의 쇼에 올랐다.
광고로는 캘빈 클라인, 샤넬, 펜디, 자라 (브랜드), 파코 라반, 돌체앤가바나, 막스 마라 등의 브랜드 광고모델로 활동했다.
2020년 2020 F/W 파리 패션위크에서 동양인 최초로 샤넬 쇼의 클로징 모델로 등장했다.
2019년 1월, 유명 패션 모델 랭킹 사이트인 Models.com의 세계 여성모델 Top50 랭킹에 선정됐다.

## 학력
- 한림연예예술고등학교 패션모델과
- 고려 사이버 대학교

## 방송 및 출연 작품

### 텔레비전
- 《도전! 수퍼모델 코리아4》(온스타일)
- 《아무튼출근!》(MBC)

### 드라마
- 《박하경 여행기》(WAVVE, 2023년)

### 영화
- 《탈주》(2024년) - 유랑민 상구누나 역 (특별출연)

## 커버
- Vogue Korea 2020 6월
- Vogue Hong Kong 2020 1월
- W Korea 2019 8월
- CR Fashion Book Spring/Summer 2019
- Vogue Korea November 2018 11
- CR Fashion Book Spring/Summer 2019
- W Korea 2018 9월
- Lords Magazine Number 4 Spring 2018
- W Korea 2017 11월
- Vogue Korea 2016 11월
- Harper's Bazaar Korea 2017 7월

## 수상
- 2013년 《도전! 수퍼모델 코리아 4》 우승